# بريان جيلمور
بريان جيلمور (بالإنجليزية: Bryan Gilmore)‏ هو لاعب كرة قدم أمريكية أمريكي، ولد في 21 يناير 1978.

## وصلات خارجية
- بريان جيلمور على موقع مرجع كرة القدم المحترفة.كوم (الإنجليزية)